# Марченко Таїсія Ярославівна
Таїсія Ярославівна Марченко  (нар. 2007, м. Суми, Україна) — українська гімнастка, чемпіонка Європи зі спортивної акробатики 2021 року, чемпіонка Всесвітніх ігор 2022 року зі спортивної акробатики серед жіночих пар.

## Життєпис та спортивна кар'єра
Таїсія Марченко народилася 2007 року у місті Суми. Вона — вихованка відділення спортивної акробатики КДЮСШ № 2, у червні 2022 року закінчила 10-ть класів Сумської загальноосвітньої школи І-ІІІ ступенів № 24, м. Суми.
На початку жовтня 2021 року Таїсія Марченко вдало виступила на чемпіонаті Європи з акробатичної гімнастики в італійському Пезаро. Разом з Вікторією Козловською з Кривого Рогу здобула золоту медаль серед жіночих пар. Це перший успіх з 2011 року, коли українські спортсменки в жіночому дуеті виграли «золото».
У січні 2022 року розпорядженням голови Сумської обласної державної адміністрації було призначено виплату іменних стипендій голови Сумської обласної
державної адміністрації талановитим спортсменам області у першому півріччі 2022 року, зокрема й Таїсії Марченко.
У травні 2022 року Таїсія Марченко у складі жіночої пари разом з Вікторією Козловською здобула медаль Кубка світу зі спортивної акробатики в Португалії. За успіхи Сумський міський голова Олександр Лисенко нагородив акробатку Почесною грамотою міського голови. Також Президент України Володимир Зеленський своїм Указом № 455/2022 «Про призначення стипендій Президента України для видатних спортсменів України з неолімпійських видів спорту та їх тренерів» також призначив стипендію Президента України у розмірі 6 прожиткових мінімумів для працездатних осіб й Таїсії Марченко.
15 липня 2022 року вже у перший день змагань зі спортивної акробатики в рамках Всесвітніх ігор-2022, що проходять у м. Бірмінгем (США) Таїсія Марченко знову успішно виступила з Вікторією Козловською. Вони відразу стали беззаперечними лідерами у змаганнях серед жіночих пар, посівши 1-ше місце як у кваліфікації, так і в фіналі. У кваліфікації дівчата бездоганно виконали балансову (28.910 балів) і динамічну (28.270 балів) вправи. У фіналі спортсменки так само блискуче виконали комбіновану вправу, за яку отримали 29.290 балів і золоту медаль змагань. Тренерка спортсменок — Вікторія Коржова, а хореограф — Наталія Черняк.

## Нагороди та відзнаки
- Почесна грамота міського голови м. Сум (1 червня 2022).